# Safia metopis
Safia metopis là một loài bướm đêm trong họ Noctuidae.